# Lijst van burgemeesters van Nieuwe Tonge
Dit is een lijst van burgemeesters van de voormalige Nederlandse gemeente Nieuwe Tonge tot die gemeente in 1966 opging in de gemeente Middelharnis.
| Ambtsperiode | Naam burgemeester                      | Partij of stroming | Bijzonderheden |
| ------------ | -------------------------------------- | ------------------ | --- |
| 1817 - 1852  | Sebastiaan Hendrik Anemaet             |                    | tot ca. 1826 schout |
| 1852 - 1868  | Pieter Nicolaas Johannes Lette Anemaet |                    | tevens burgemeester van Herkingen (1852-1856), zoon van voorganger                                                                                       |
| 1868 - 1891? | Simon Eland Anemaet                    |                    | tevens burgemeester van Oude Tonge (1850-1891) |
| 1891 - 1910  | Arend Jacob de Graaff                  |                    | tevens burgemeester van Sommelsdijk (1883-1910) |
| 1910 - 1918  | Johannes Bouman                        | ARP                | tevens burgemeester van Sommelsdijk (1910-1921); later burgemeester van Middelharnis                                                                     |
| 1918 - 1922  | J. Overdorp                            |                    | |
| 1922 - 1943  | R. Sterk                               |                    | |
| 1943 - 1944  | Jacques Louis Brinkerink               | NSB                | tevens burgemeester van Oude Tonge |
| 1944? - 1945 | A.P.L. Bia                             | NSB                | tevens tijdens (deel van) deze periode burgemeester van Ooltgensplaat, Den Bommel, Oude Tonge en Stad aan 't Haringvliet, later burgemeester van Boskoop |
| 1945 - 1947  | R. Sterk                               |                    | later burgemeester van Giessen-Nieuwkerk, Peursum en Schelluinen                                                                                         |
| 1947 - 1960  | Christiaan van Hofwegen                | PvdA               | tevens waarnemend burgemeester van Stad aan 't Haringvliet (1954-1960), later o.a. burgemeester van Gouda                                                |
| 1960 - 1966  | Cornelis (C.) Nieuwenhuizen            | ARP                | waarnemend, tevens waarnemend burgemeester van Stad aan 't Haringvliet                                                                                   |